# Meymac
Meymac é uma comuna francesa situada numa das Regiões administrativas francesas, mais concretamente na região administrativa da Nova Aquitânia, no departamento de Corrèze, conhecida pelo seu rico patrimônio histórico e cultural. A história da cidade remonta à época romana, e o nome da cidade aparece pela primeira vez em documentos do século X. Ao longo dos séculos, a cidade se desenvolveu em torno de sua abadia beneditina, fundada em 1085. A cidade está localizada num ambiente rural e montanhoso, sendo este parte do Maciço Central. Meymac cobre uma área de 87,15 km².Em 2010 a comuna tinha 2 524 habitantes (densidade: 29 hab./km²). Em 2010, a comuna tinha uma população de 2.524 habitantes, resultando numa densidade populacional de aproximadamente 29 habitantes por quilómetro quadrado. 
Além da sua herança histórica, onde se inclui o centro medieval que preserva muitos edifícios antigos, ruas de paralelepípedos e casas de pedra que refletem a arquitetura tradicional da região, a antiga Abadia de Saint-André, também se destaca pela sua contribuição à arte contemporânea. O Centre d'Art Contemporain de Meymac, fundado em 1979, instalado na antiga abadia, é uma importante instituição cultural que promove exposições de arte moderna e contemporânea, que atrai visitantes e artistas de várias partes da França e do mundo.